# Walter Wrottesley
Walter Wrottesley, 3e baronnet (c.1659 - 1712), est un noble anglais. Le siège de sa famille est le manoir de Wrottesley Hall (en), aujourd'hui à Perton, mais à l'époque à Tettenhall dans le Staffordshire.

## Biographie
Il est le fils de Walter Wrottesley, 2e baronnet (c.1632 – c.1686), et de Margaret Wollryche, fille de Thomas Wolryche (1er baronnet) (en). Il s'inscrit au Magdalen College d'Oxford en 1675. Il devient le 3e baronnet à la mort de son père en 1686,,.
Wrottesley épouse d'abord Eleanora Archer (c.1660-1693) le 27 juin 1678, elle est la fille de John Archer (juge) (en) de Coopersale House, Essex et de sa deuxième épouse Eleanor Curzon qui est la fille de John Curson, baronnet de Kedleston, Derbyshire. Leur premier fils, Walter, est décédé en 1686. Leur deuxième fils John, né en 1863, devient John Wrottesley, 4e baronnet et est décédé en 1726. Ils ont aussi des filles, Eleanora, Henrietta (ou Harriot) et Mary,,.

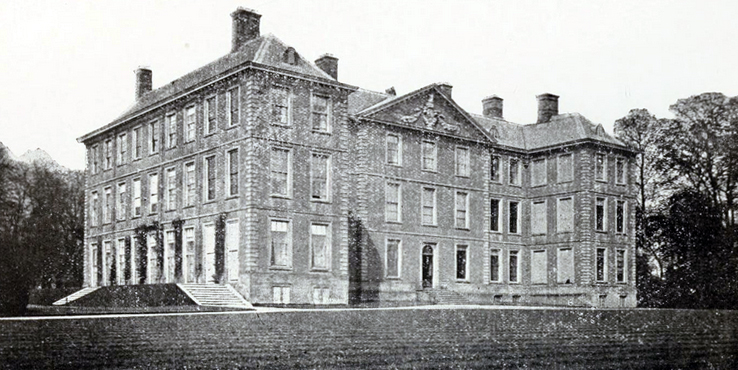
Wrottesley Hall

Peu de temps après la mort d'Eleanora, Wrottesley épouse Anne Burton, fille du juge Burton de Longnor, Shropshire, et ils ont un fils, Walter, et des filles Margaret et Anne. Après avoir épousé Anne, il décide en 1696 de démolir Wrottesley Hall, de remplir ses douves et, sur le site, construit une nouvelle maison en plan «H» conçue par Christopher Wren. L'argent pour la reconstruction provient de sa première femme, dont certaines parties des armoiries des Archer chevauchaient celles de Wrottesley sur le fronton du hall. Cette nouvelle maison brûle en 1897, détruisant tous les registres du domaine. Il est décédé à Somerford en 1712. Il a exprimé le souhait d'être enterré dans l'église ou le cimetière de Brewood [Sainte-Marie et Saint-Chad], où sa femme Anne est également enterrée en 1732; il a également stipulé que Somerford Hall devait être laissé à sa deuxième épouse et à son fils.